# Tichelwerk (Leeuwarden)
Tichelwerk of Tichelwurk (Fries: (It) Tichelwurk) is een buurtschap in de gemeente Leeuwarden, in de Nederlandse provincie Friesland. Tichelwerk ligt ten noorden van de stad Leeuwarden, tussen Stiens en Oenkerk ten westen van de Dokkumer Ee.  De buurtschap bestaat een rijtje bij elkaar liggende woningen en boerderijen.
In 1718 was de schrijfwijze van de plaats Wijnser Tichel Werk, latere schrijfwijzen zijn Wynzer Tichelwurk, Stienzer Tichelwerk en Stienzer Tichelwurk.
De naam betekent steenfabriek. Op deze plek was dan ook tot circa 1920 een fabriek voor productie van rode baksteen (tichel) in bedrijf, deze was oorspronkelijk onder Wijns te vallen. Langs de Dokkumer Ee stonden in totaal vier steenfabrieken.

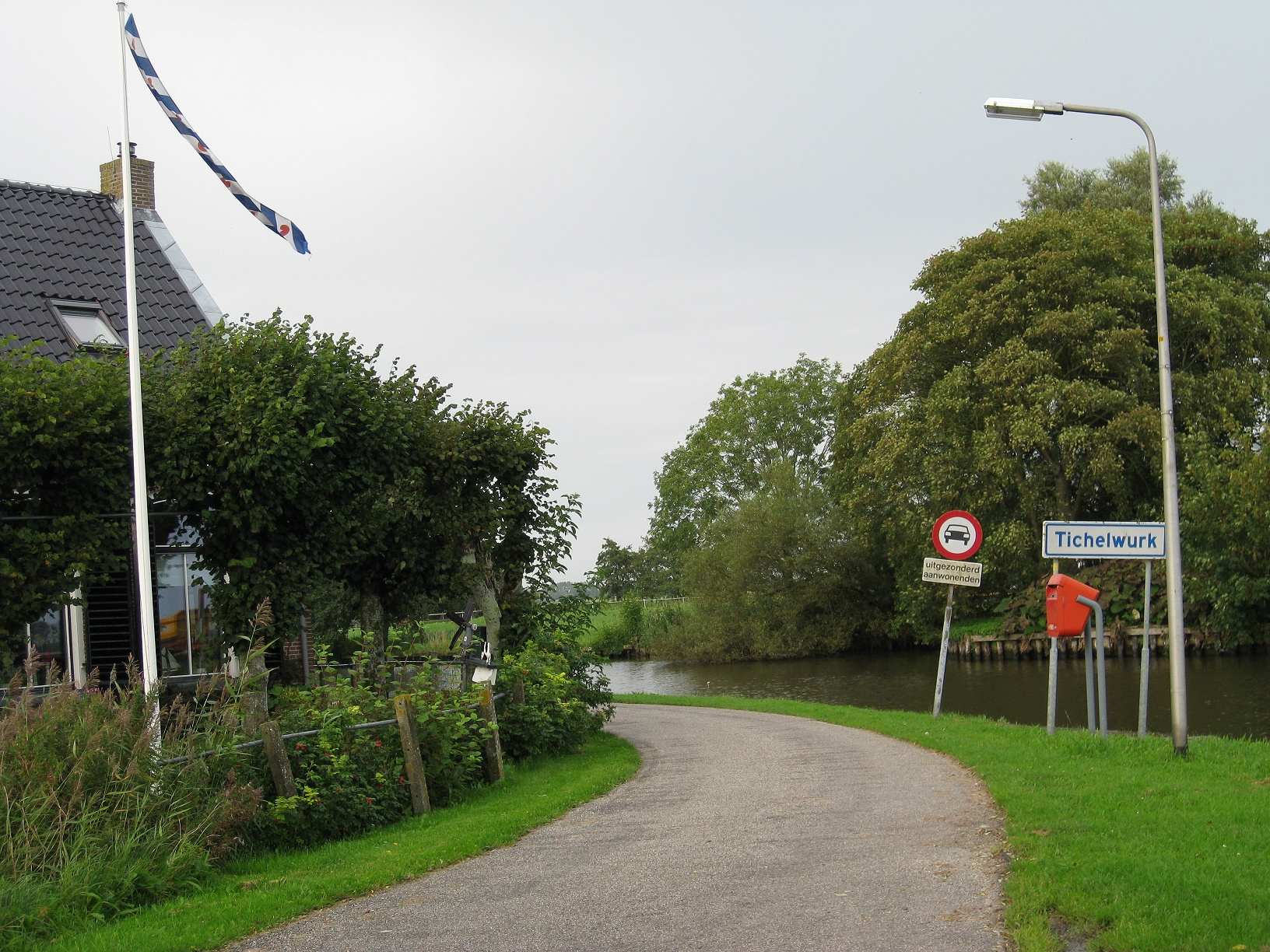
Tichelwerk zuidzijde
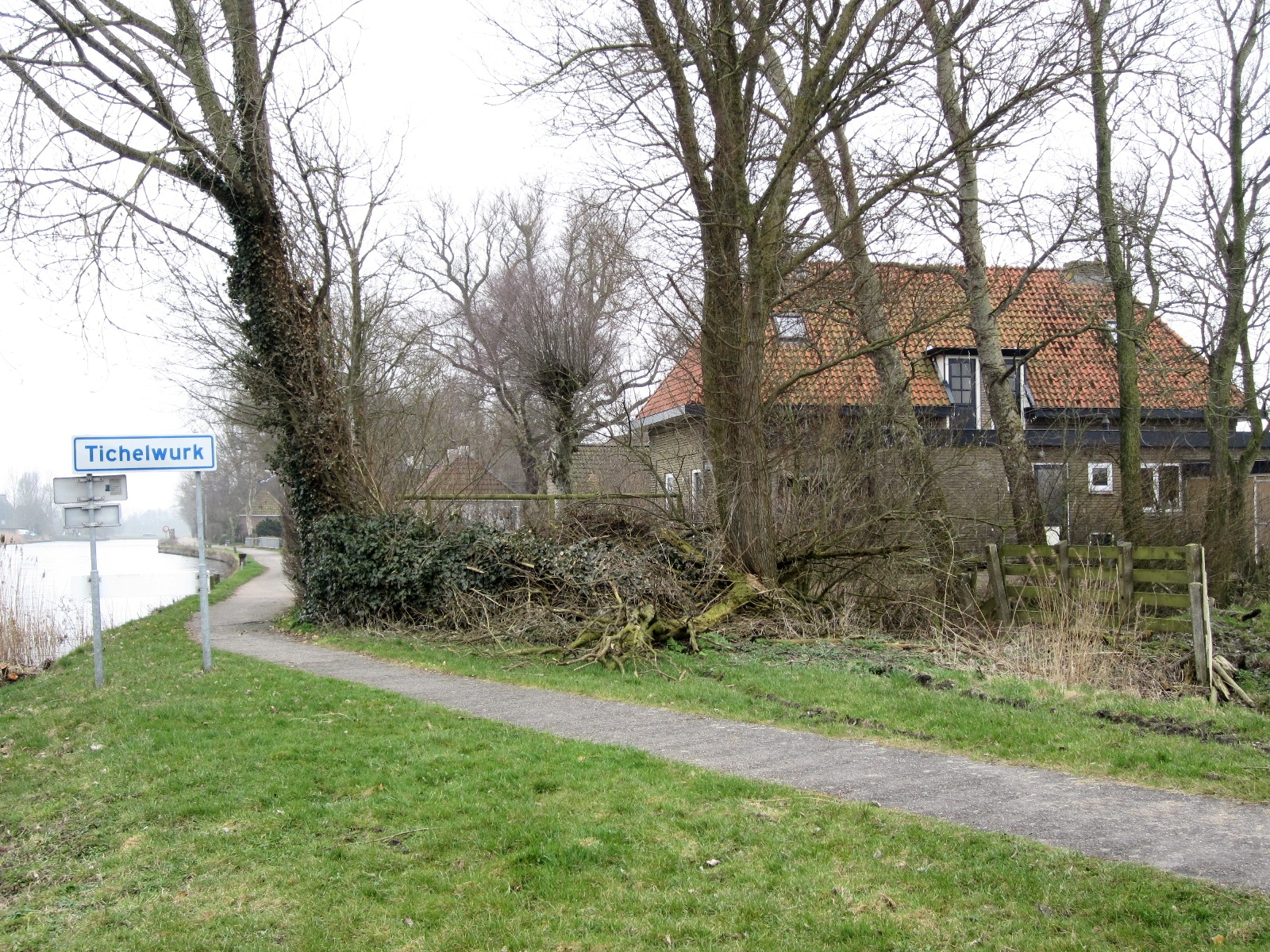
Tichelwerk noordzijde
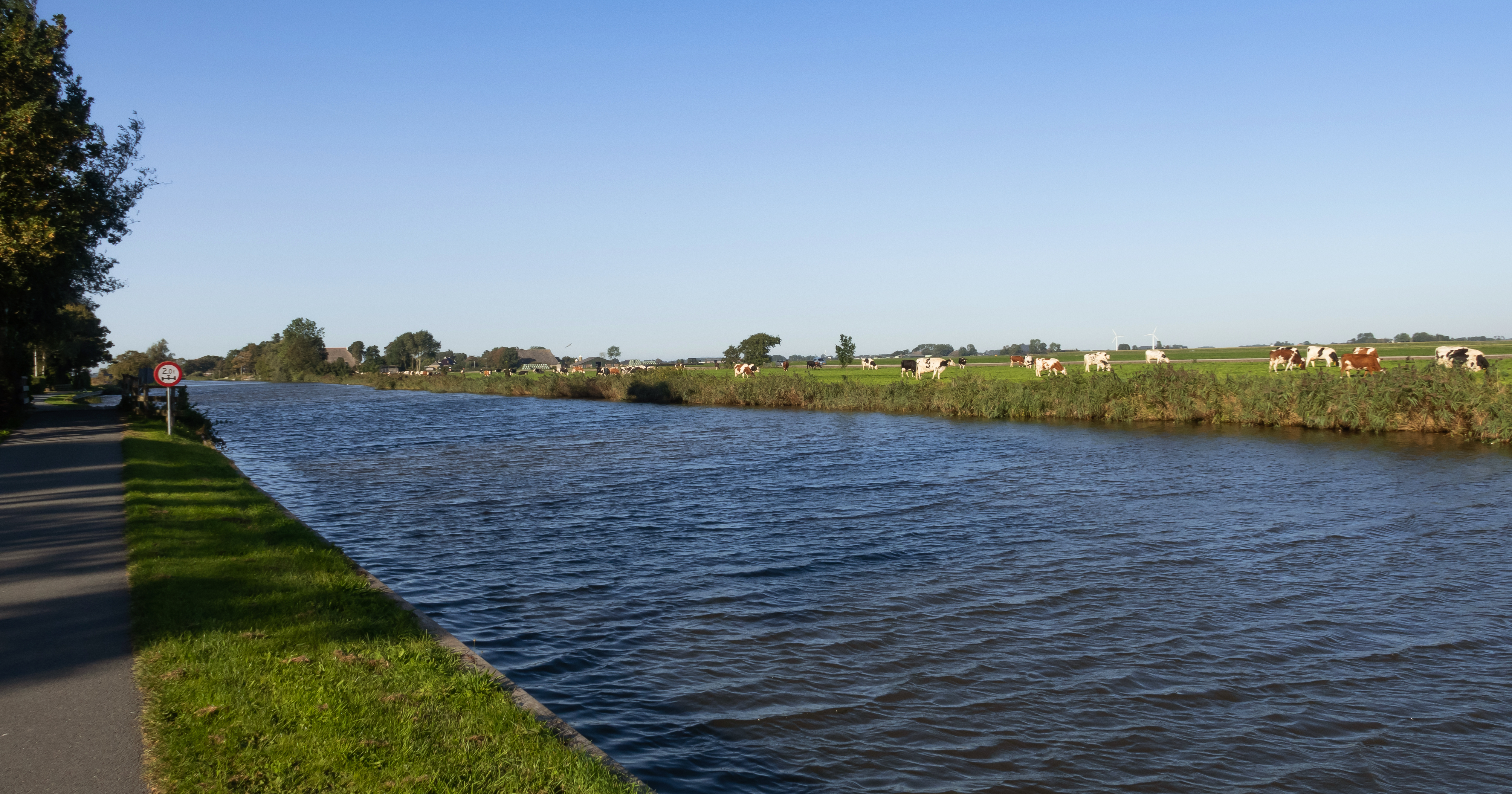
De Dokkumer Ee bij Tichelwerk

## School
Sinds 1874 had het Tichelwerk een eigen school met ca. 40 leerlingen. Ook was er een bakkerij en een kruidenier. De panden zijn verdwenen of hebben nu een woonbestemming. In 1943 is de school gesloten en gingen de kinderen in het zuidelijker gelegen Wijns naar school (incluis een overzet over de Dokkumer Ee).